# Логарифмический признак сходимости
Логарифмический признак сходимости — признак сходимости числовых рядов с положительными членами.
Фактически этот признак сходимости сводится к сравнению исследуемого на сходимость ряда с обобщённым гармоническим рядом (рядом Дирихле)

## Формулировка
Ряд {\displaystyle \sum _{n=1}^{\infty }a_{n}} с положительными членами {\displaystyle a_{n}>0}  сходится, если существует {\displaystyle N} такое, что для всякого {\displaystyle n\geqslant N} выполняется неравенство:
{\displaystyle L_{n}={\frac {\ln {\frac {1}{a_{n}}}}{\ln n}}\geqslant 1+\delta ,}
где {\displaystyle \delta >0} не зависит от {\displaystyle n}.
Если же {\displaystyle \exists N\colon \forall n\geqslant N\quad L_{n}\leqslant 1-\delta }, где {\displaystyle \delta >0}, то ряд расходится.

А если же {\displaystyle \lim _{n\to \infty }L_{n}=1}, то ничего определенного о сходимости или расходимости сказать нельзя.

## Формулировка в предельной форме
Если существует предел:
{\displaystyle L=\lim _{n\to \infty }L_{n}}
то при {\displaystyle L>1} ряд сходится, а при {\displaystyle L<1} — расходится.